# Buyeo (huyện)
Huyện Buyeo (Buyeo-gun) là một huyện ở tỉnh Chungcheong Nam, Hàn Quốc. Huyện này có diện tích 624,58 km², dân số năm 2000 là 95.213 người. Buyeo-eup, huyện lỵ huyện này, đã là kinh đô của vương quốc Baekje từ năm 538 đến 660, lúc đó có tên là Sabi.
Người dân địa phương nổi tiếng có Hwang Woo Suk.

## Địa lý

### Khí hậu
| Dữ liệu khí hậu của Buyeo (1981–2010)      | Dữ liệu khí hậu của Buyeo (1981–2010) | Dữ liệu khí hậu của Buyeo (1981–2010) | Dữ liệu khí hậu của Buyeo (1981–2010) | Dữ liệu khí hậu của Buyeo (1981–2010) | Dữ liệu khí hậu của Buyeo (1981–2010) | Dữ liệu khí hậu của Buyeo (1981–2010) | Dữ liệu khí hậu của Buyeo (1981–2010) | Dữ liệu khí hậu của Buyeo (1981–2010) | Dữ liệu khí hậu của Buyeo (1981–2010) | Dữ liệu khí hậu của Buyeo (1981–2010) | Dữ liệu khí hậu của Buyeo (1981–2010) | Dữ liệu khí hậu của Buyeo (1981–2010) | Dữ liệu khí hậu của Buyeo (1981–2010) |
| Tháng                                      | 1                                     | 2                                     | 3                                     | 4                                     | 5                                     | 6                                     | 7                                     | 8                                     | 9                                     | 10                                    | 11                                    | 12                                    | Năm                                   |
| ------------------------------------------ | ------------------------------------- | ------------------------------------- | ------------------------------------- | ------------------------------------- | ------------------------------------- | ------------------------------------- | ------------------------------------- | ------------------------------------- | ------------------------------------- | ------------------------------------- | ------------------------------------- | ------------------------------------- | ------------------------------------- |
| Trung bình ngày tối đa °C (°F)             | 3.9 (39.0)                            | 6.8 (44.2)                            | 12.2 (54.0)                           | 19.2 (66.6)                           | 24.1 (75.4)                           | 27.8 (82.0)                           | 29.7 (85.5)                           | 30.7 (87.3)                           | 26.8 (80.2)                           | 21.3 (70.3)                           | 13.6 (56.5)                           | 6.7 (44.1)                            | 18.6 (65.5)                           |
| Trung bình ngày °C (°F)                    | −1.9 (28.6)                           | 0.4 (32.7)                            | 5.3 (41.5)                            | 11.7 (53.1)                           | 17.3 (63.1)                           | 21.9 (71.4)                           | 25.0 (77.0)                           | 25.5 (77.9)                           | 20.4 (68.7)                           | 13.5 (56.3)                           | 6.6 (43.9)                            | 0.5 (32.9)                            | 12.2 (54.0)                           |
| Tối thiểu trung bình ngày °C (°F)          | −7.0 (19.4)                           | −5.0 (23.0)                           | −0.7 (30.7)                           | 4.8 (40.6)                            | 11.3 (52.3)                           | 17.0 (62.6)                           | 21.5 (70.7)                           | 21.5 (70.7)                           | 15.5 (59.9)                           | 7.4 (45.3)                            | 1.0 (33.8)                            | −4.5 (23.9)                           | 6.9 (44.4)                            |
| Lượng Giáng thủy trung bình mm (inches)    | 28.8 (1.13)                           | 34.1 (1.34)                           | 56.1 (2.21)                           | 76.1 (3.00)                           | 99.2 (3.91)                           | 166.2 (6.54)                          | 319.6 (12.58)                         | 283.0 (11.14)                         | 152.3 (6.00)                          | 53.1 (2.09)                           | 53.2 (2.09)                           | 27.4 (1.08)                           | 1.349,2 (53.12)                       |
| Số ngày giáng thủy trung bình (≥ 0.1 mm)   | 7.6                                   | 6.2                                   | 7.8                                   | 7.3                                   | 7.7                                   | 9.0                                   | 13.9                                  | 13.0                                  | 8.4                                   | 5.7                                   | 8.3                                   | 8.3                                   | 103.2                                 |
| Độ ẩm tương đối trung bình (%)             | 73.0                                  | 69.0                                  | 66.9                                  | 65.2                                  | 69.3                                  | 74.2                                  | 81.1                                  | 79.7                                  | 77.1                                  | 74.7                                  | 73.9                                  | 75.1                                  | 73.3                                  |
| Số giờ nắng trung bình tháng               | 179.2                                 | 187.9                                 | 223.9                                 | 245.1                                 | 256.2                                 | 229.0                                 | 195.4                                 | 220.8                                 | 212.9                                 | 220.6                                 | 169.9                                 | 167.7                                 | 2.518,6                               |
| Nguồn: Korea Meteorological Administration |                                       |                                       |                                       |                                       |                                       |                                       |                                       |                                       |                                       |                                       |                                       |                                       |                                       |

## Đơn vị kết nghĩa
- Gangdong, Hàn Quốc
- Gangnam, Hàn Quốc
- Lạc Dương, Trung Quốc
- Asuka, Nhật Bản